# دار ابن لقمان

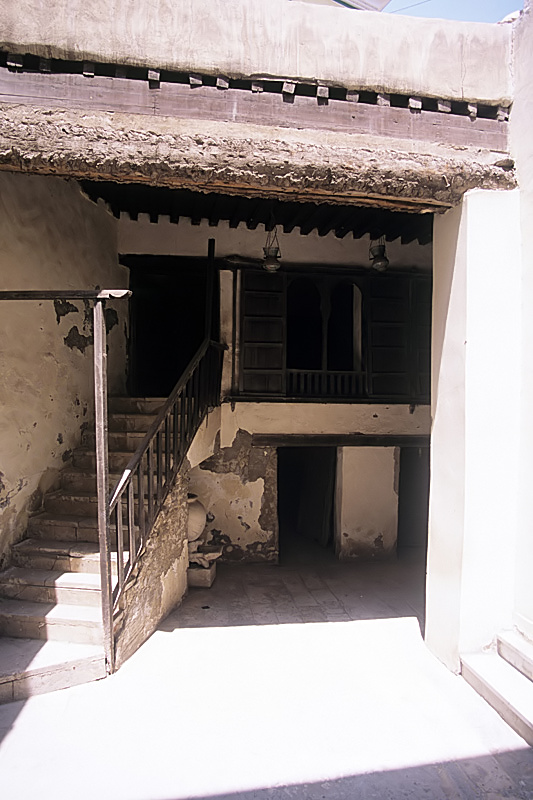
ساحة دار ابن لقمان بالمنصورة

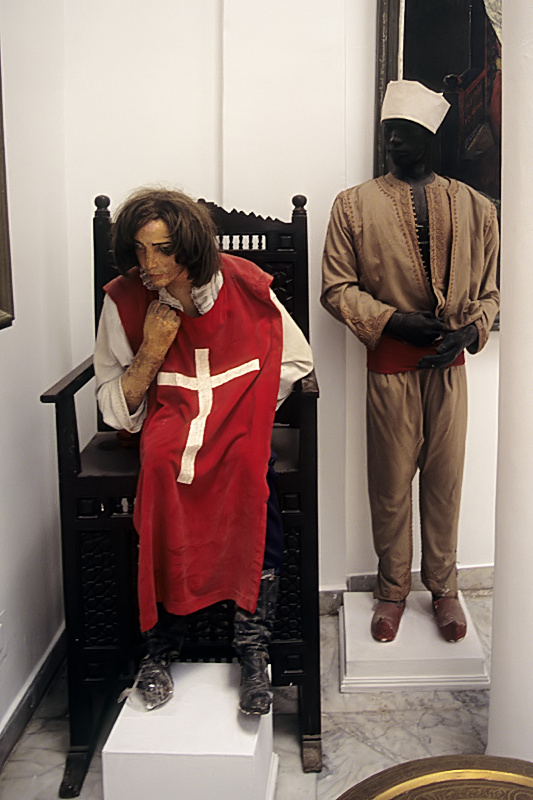
تمثال للملك لويس التاسع وخلفه الطواشي صبيح

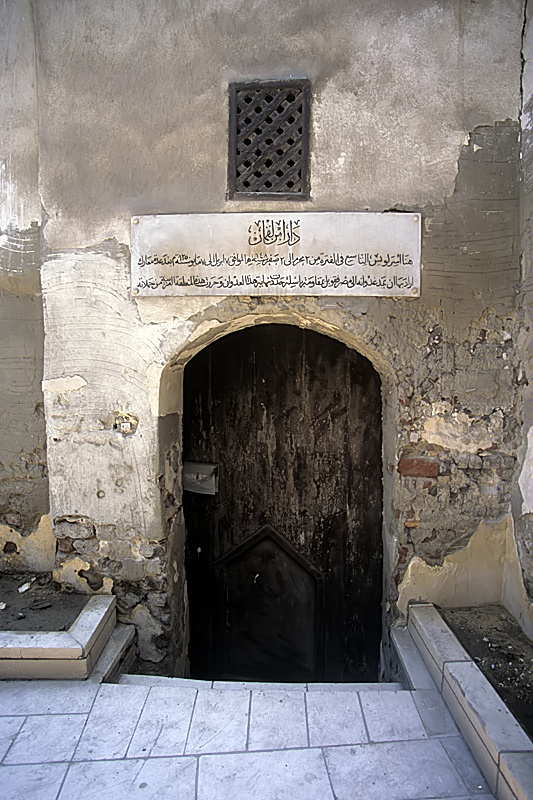
البوابة

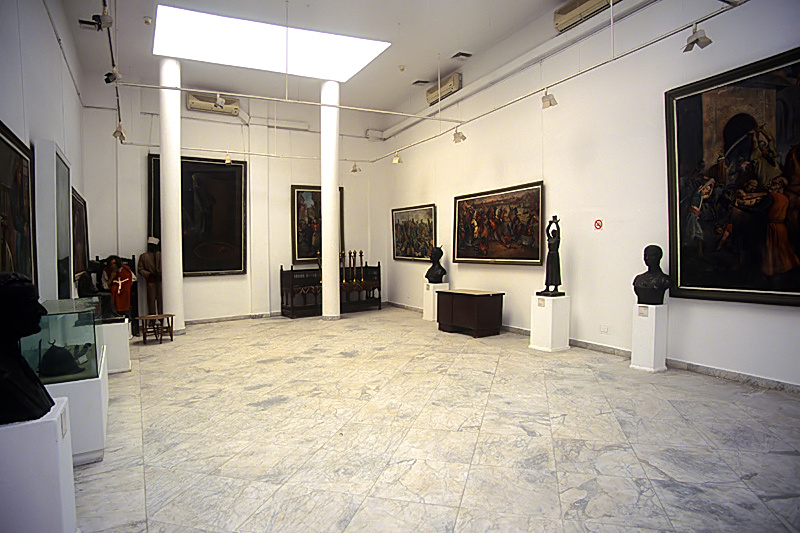

تعد دار ابن لقمان في مدينة المنصورة أشهر دار ارتبط بها التاريخ الإسلامي، فهذه الدار شهدت أسر الملك لويس التاسع ملك فرنسا بعد معركة شرسة بالقرب من المنصورة. تنسب هذه الدار لقاضي المدينة في هذا الوقت وهو القاضي المصري إبراهيم بن لقمان والذي هو من مدينة القاهرة كما تذكر ذلك كتب التراجم.

## الأهمية التاريخية للدار
تأتي الأهمية التاريخية لدار ابن لقمان من كونها شهدت نهاية الحروب الصليبية على الشرق العربي، حيث أعلن لويس التاسع ملك فرنسا أنه سيقود غزوة صليبية هائلة (الحملة الصليبية السابعة) وأن هدفه هو الاستيلاء على مصر التي كانت تمثل العقبة الكبرى في طريق استرداده لبيت المقدس وتجمعت جيوش هذه الحملة في قبرص في ربيع عام 1248م وعلى رأسها الملك لويس التاسع نفسه ولكنها تأخرت هناك لمدة 8 شهور وصلت أثناءها أخبار الحملة إلى مصر عن طريق الإمبراطور فريدريك الثالث.
كان الملك الصالح نجم الدين أيوب في دمشق حين وصلت الحملة إلى دمياط فلما علم بأخبارها عاد مسرعاً إلى مصر، وتحركت الحملة بعد نزولها إلى جيزة دمياط باتجاه فارسكور إلا أن الملك الصالح نجم الدين أيوب مات فأخفت زوجته شجر الدر خبر وفاته لحين عودة ابنه توران شاه من حصن كيفا الواقع على ضفاف دجلة. تولى المملوك بيبرس البندقداري قيادة قوات المسلمين وإنزال الهزيمة بالفرنج في معركة المنصورة التي أبلى العامة فيها بلاء حسنا وقُتل في هذه المعركة روبرت كونت أرتوا أخو الملك لويس التاسع والذي كان على رأس الجيش بينما كان لويس التاسع عند مخاضة سلمون على بحر أشموم طناح في طريقه إلى المنصورة.
وصل الملك توران شاه وتسلم قيادة الجيش المصري، وبدأ أعماله الحربية بالاستيلاء على جميع المراكب الفرنسية التي تحمل المؤن للمعتدين، وبذلك عرقل خطوط إمدادهم، فاضطرهم إلى التقهقر بعد أن نفدت ذخيرتهم وعتادهم الحربي فقرر لويس التاسع الرجوع إلى دمياط والتحصن بها ولكن قوات المسلمين قطعت الطريق عليهم وطاردوهم وأخذ يغير على الجيش الصليبي أثناء انسحابه تجاه دمياط، ثم طوقهم وسد عليهم طريق الانسحاب وانقضت عليهم قوات المسلمين قرب بلدة ميت الخولي عبد الله بالقرب من المنصورة وتم أسر لويس التاسع ملك فرنسا ونقله إلى دار كاتب الإنشاء فخر الدين بن لقمان. بلغ قتلى الصليبيين في هذه المعركة - كما يذكر المؤرخون - ثلاثين ألفا، فعرض التسليم وطلب الأمان لنفسه ولمن بقى معه من خاصة عساكره وحاشيته، فأجابه إلى الأمان الذي طلب.
استسلم لويس الحزين لمصيره حيث أُرسل أسيرا إلى دار إبراهيم بن لقمان قاضي المنصورة، وأشترط المصريون تسليم دمياط، وجلاء الحملة عن مصر قبل إطلاق سراح الملك الأسير وغيره من كبار الأسرى، كما اشترطوا دفع فدية كبيرة للملك ولكبار ضباطه، ولم يكن أمام لويس إلا الإذعان فافتدى نفسه وبقية جنده بفدية كبيرة قدرت بعشرة ملايين من الفرنكات.

## موقع الدار
تقع دار ابن لقمان في منتصف شارع بورسعيد في الجهة المقابلة لشارع الثورة (السكة الجديدة) بمدينة المنصورة بمحافظة الدقهلية.
أقيمت الدار على شاطئ النيل حينئذ ولكن بمرور الزمن ابتعد النيل عنها مسافة حوالى 500 متر، وهي دار قد بنيت على الطراز العربي القديم المكون من السلاملك وهو سكن الرجال والحرملك وهو سكن النساء.
يرجع تاريخ بناء هذه الدار إلى ما يربو عن 1100 عام حيث أقيمت مع بدايات إنشاء الكامل محمد بن العادل لمدينة المنصورة عام 975م تقريبا عندما كانت المدينة عبارة عن جزيرة صغيرة يطلق عليها جزيرة الورد، حيث بدأ العمران بها وأصبحت مُلتقى للتجارة بين الأقاليم.
كان يجاور هذه الدار عند بنائها مسجد كبير يطلق عليه مسجد الموافي نسبة للشيخ الموافي والذي كان يقيم حلقة علم به ودفن به، علما بأن الذي بناه هو الملك الكامل مع بداية تكوين المدينة، ولا يزال هذا المسجد موجوداً للآن ونجد أن قبلة المسجد لا تزال تدخل في حائط دار ابن لقمان مما يدل على قدم هذه الدار وكونها من عهد بناء هذا المسجد.

## وصف الدار
تتكون الدار من طابقين على الطراز الإسلامي حيث نجد أن باب الدار عبارة عن باب كبير يصل طوله إلى ما يزيد عن مترين ومنقسم إلى باب آخر يحويه لا يتجاوز طوله الأربعين سنتيمتراً، ويقال أن الباب الصغير أُنشئ خصيصا في قلب هذا الباب لكي يدخل الملك لويس محني الظهر إلى الأسر.

### الطابق الأول
يتكون الطابق الأول من قسمين:
- القسم الأول عبارة عن غرفتين تقع على يمين الداخل بكل منهما كوة صغيرة كانت عبارة عن نافذة تطل على الطريق ولكنها أغلقت منذ أمد طويل.
- القسم الثاني وهو على يسار الداخل وكان مكونًا من غرفتين أيضاً، ولكن نظرا لتهدمهما فقد أعيد بنائهما على هيئة صالة متسعة اتخذت متحفًا يؤرخ لتاريخ الحملات الصليبية حيث توجد فيه صورة ضخمة تمثل معركة المنصورة أمام الصليبيين وأيضا تمثال نصفي لصلاح الدين الأيوبي وكذلك مجموعة من الأسلحة المستخدمة في هذا العصر من رماح وأسهم وخناجر ودروع.

### صحن الدار
يتوسط القسمين صحن كبير للدار به سلّم خشبي يصعد للدور الثاني

### الدور الثاني
وهذا الدور يتكون من غرفة واحد وهي الغرفة التي كان مأسورًا فيها لويس التاسع، وتتكون من أريكة خشبية وخزانة في الحائط ونافذة مطلة على الخارج وكرسي ضخم، وأهم ما يميز الغرفة هو تمثال بالحجم الطبيعي للملك لويس والأغلال في يده وخلفه الطواشي صبيح المعظمي وهو حارسٌ كان يقوم بحراسته.

### دار ابن لقمان في الشعر
وهكذا ارتبطت تلك الدار بصفحة من صفحات التاريخ الإسلامي حتى نقشت فوق بابها أبيات تحكي تاريخها وهي:
قل للفرنسيس إذا جئتهم مقال صدق من قؤول فصيح
قد ساقَكَ الحَيْنُ إلى أدهمٍ ضاق به عن ناظريك الفسيح
وكل أصحابك أودعتهم بحسن تدبيرك بطن الضريح
خمسون ألفا لا يرى منهم إلا قتيل أو أسير جريح
فقل هلم إن أضمروا عودة لأخذ ثأر أو لقصد صحيح
دار ابن لقمان على حالها والقيد باق والطواشي صبيح

## وصلات خارجية
مجلة الآثار: دار بن لقمان وأسطورة نصر في مصر[وصلة مكسورة]